# Taterillus congicus
Taterillus congicus — вид гризунів, поширених у Камеруні, Центральноафриканській Республіці, Чаді, Демократичній Республіці Конго, Судані та, можливо, в Уганді. Його природне місце існування — суха савана.